# Osprey Publishing
Osprey Publishing è una casa editrice britannica di Oxford specializzata in storia militare ed attiva dal 1971. Il materiale stampato è caratterizzato da una grande attenzione per le immagini, la grafica e le illustrazioni, diviso in una dozzina di collane focalizzate su specifiche tematiche della storia bellica; la più famosa è certamente la serie Men-at-Arms.
Osprey Publishing ha al suo attivo oltre 1.500 pubblicazioni.
La maggior parte della quota azionaria societaria è detenuta dalla Botts & Co.

## Collane
La casa editrice produce con scadenza mensile libri concernenti epoche storiche e tematiche diverse. In particolare, ciascun libro viene inserito all'interno di una delle seguenti Serie:
- Air Campaign: spiegazione delle battaglie aeree accorse in epoca moderna, con immagini e fotografie d'epoca e ricostruzioni degli avvenimenti:
- Air Vanguard: descrizione dei principali modelli di aeroplani. Tra i volumi, di particolare pregio risultano quelli relativi al Messerschmitt Bf 109 (A-D Series e E-F Series);
- Aircraft of the Aces: collana molto corposa relativa alle flotte aeree impiegate dagli Stati durante i conflitti mondiali. Vengono qui analizzate le tecniche di combattimento e di difesa impiegate dalle flotte in periodi specifici, quali la Prima e la seconda guerra mondiale, la Guerra del Vietnam e la Guerra civile spagnola;
- Anatomy of the Ship: descrizione delle caratteristiche principali delle navi da battaglia più famose;
- Aviation Elite Units: storia completa delle più importanti unità aeree impiegate durante i conflitti, con una particolare attenzione agli uomini e alle macchine che hanno contribuito a creare la fama degli Assi dell'aviazione;
- Battle Orders: collana che studia l'organizzazione, le azioni e le forze delle unità maggiori da battaglia, descrivendo gli elementi che ne contraddistinguono la dottrina, l'allenamento, le tattiche e l'equipaggiamento. I libri contengono ordini dettagliati di battaglia, tabelle di organizzazione e equipaggiamento degli eserciti e, laddove disponibili, fotografie contemporanee, assieme a rappresentazioni o scene tratte da libri di storici, appassionati e giochi di guerra;
- Campaign: i libri appartenenti a questa categoria raccontano la storia militare dal mondo antico all'epoca moderna. All'interno si ritrovano scenari di battaglia, mappe e fotografie. Le battaglie raccontate spaziano dalla Battaglia delle Forche Caudine, passando per la Battaglia di Adrianopoli, fino ad arrivare alla Battaglia di Campaldino e sfociare in guerre di epoche contemporanee/moderne, quali le Campagne Napoleoniche, la Battaglia di Stalingrado e la Battaglia delle Falkland;
- Combat: la collana racconta le sfide più affascinanti mettendo a confronto gli avversari tra di loro, le tecniche e la diversità tecnologica di nemici storici;
- Combat Aircraft: ogni libro si concentra su uno dei più grandi aeromobili nella storia dell'aviazione, la tecnologia dietro la macchina e gli uomini che l'hanno reso grande;
- Command: nella storia militare dell'uomo, i campi di battaglia sono stati dominati da grandi comandanti che con le loro tattiche innovative, miste al coraggio e a un pizzico di fortuna, hanno scritto il loro nome nella storia indelebilmente. Tra loro, libri di spicco sono quelli relativi ad Annibale, Attila, Lawrence d'Arabia e Napoleone Bonaparte;
- Duel: una collana che tratta dei migliori scontri, mettendo a confronto tra loro i due opponenti e le loro tecniche impiegate;
- Elite: ogni libro si focalizza su una singola unità d'élite, un esercito, una specifica tattica militare o un gruppo di comandanti famosi. La collana esamina le più grandi compagnie attraverso le varie epoche storiche;
- Essential Histories: si studiano le origini, la politica, le lotte e le ripercussioni dei maggiori teatri di guerra, sia dalla prospettiva militare che civile;
- Essential Histories Specials: multi-volumi che combinano le uscite della collana Essential Histories per epoche storiche o argomenti specifici, quali le Campagne Napoleoniche, Roma in Guerra, la guerra civile Americana o volumi riguardanti le guerre mondiali;
- Fortress: si esamina la storia, l'evoluzione, le architetture militari e la struttura naturale delle più importanti fortificazioni della storia;
- General Aviation: sono studiati i singoli periodi di aviazione militare;
- General Military: in aggiunta ai manuali di General Aviation, si prendono in considerazione periodi e strutture di singole compagini militari, quali carrarmati, uniformi e ammutinamenti;
- Graphic History: la collana, differente nell'impaginazione e nella struttura dalle altre, fornisce una curiosa rappresentazione fumettistica e narrativa dei principali avvenimenti storici;
- Men at Arms: i volumi, arricchiti con mappe, diagrammi e disegni, spiegano tramite descrizioni discorsive e illustrazioni l'organizzazione, le uniformi e l'equipaggiamento delle forze militari, sia passate che presenti;
- New Vanguard: la serie illustra con fotografie e descrizioni dettagliate le innovazioni più importanti delle epoche storiche in campo militare, siano esse in ambito navale, poliorcetico e armigero;
- Raid: i libri appartenenti a questa categoria raccontano dei Raid, incursioni belliche portate avanti da piccole unità di combattimento in scenari controversi e problematici;
- Under Fire: la categoria è ad oggi costituita da un unico volume, profondamente dettagliato, relativo al D-Day, lo Sbarco in Normandia che ha segnato il rovesciamento delle sorti del secondo conflitto mondiale;
- Warrior: la collana, comprendente la storia militare dall'epoca classica ai giorni nostri, descrive minuziosamente i guerrieri impiegati nelle guerre che hanno segnato la storia dell'uomo, come il Legionario romano, gli Opliti, i guerrieri Apache e i Moschettieri;
- Weapon: vengono studiate le più importanti, famose e infami armi della storia, come la Spada lunga medievale o le moderne armi da fuoco;
- X-Planes: la collana descrive i prototipi e gli esperimenti condotti nel campo dell'aviazione, mostrando come l'uomo si sia spinto, soprattutto in epoca moderna, oltre limiti inimmaginabili solo qualche anno prima.

La suddivisione in volumi permette così una panoramica precisa e completa degli eventi che hanno segnato la storia dell'uomo. In particolare, i libri appartenenti alle varie collane sono stati pensati per essere suddivisi nelle seguenti epoche storiche:
- Epoca Antica;
- Epoca Medievale;
- XVI Secolo;
- XVII Secolo;
- XVIII Secolo;
- XIX Secolo;
- Prima guerra Mondiale;
- Seconda guerra Mondiale;
- Guerra del Vietnam.

Oltre alle sopra richiamate epoche, vengono inoltre utilizzati specifici periodi storici concernenti macrotematiche, quali:
- Guerra civile americana;
- Guerre napoleoniche;
- Guerre orientali;
- Guerre moderne.